# Florian Leopold Gassmann
Florian Leopold Gassmann (ur. 3 maja 1729 w Moście, zm. 20 stycznia 1774 w Wiedniu) – czeski kompozytor.

## Życiorys
Uczył się śpiewu, gry na skrzypcach i harfie u Jana Vobořila w rodzinnych Mostach. Z powodu konfliktu z ojcem, który sprzeciwiał się muzycznym zainteresowaniom syna, uciekł z domu i wyjechał do Włoch. Przypuszczalnie był uczniem Giovanniego Battisty Martiniego w Bolonii. Przebywał na dworze hrabiego Leonarda Veneriego w Wenecji, związany był z Conservatorio degl’Incurabili. W 1757 roku w weneckim Teatro S. Moisè wystawił swoją pierwszą operę, Merope. W 1763 roku, jako następca Glucka, otrzymał posadę kompozytora baletowego na dworze cesarskim w Wiedniu. Na przełomie 1765 i 1766 roku przebywał w Wenecji, a na przełomie 1769 i 1770 roku w Rzymie. W 1770 roku skomponował operę La contessina, wystawioną z okazji spotkania cesarza Józefa II z królem pruskim Fryderykiem Wielkim w Mährisch Neustadt. W 1772 roku został mianowany kapelmistrzem dworu wiedeńskiego. Był współtwórcą Tonkünstler-Sozietät. Jego uczniem był Antonio Salieri. Od 1768 roku żonaty był z Barbarą Damm. Miał z nią córki Marię Annę zam. Fux (1771–1858) i Theresę zam. Rosenbaum (1774–1837), które były uczennicami Salieriego i zostały śpiewaczkami.

## Twórczość
Największą sławę zdobył jako twórca dzieł dramatycznych, jego opery poza Wiedniem i scenami włoskimi doczekały się także wystawień w Kopenhadze, Lizbonie i Warszawie. Tworzył głównie opery buffa, łącząc melodykę włoskiego typu z niemieckimi elementami pieśniowymi. Dużą rolę w swoich operach powierzał orkiestrze. Symfonie Gassmanna stanowią ogniwo pośrednie między symfonią barokową a symfonią typu klasycznego.

## Ważniejsze kompozycje
(na podstawie materiałów źródłowych)

### Opery
- Merope (wyst. Wenecja 1757; zachowała się uwertura i 1 akt)
- Issipile (wyst. Wenecja 1758)
- dramma giocoso Gli Uccellatori (wyst. Wenecja 1759)
- dramma giocoso Filosofia ed amore (wyst. Wenecja 1760)
- Catone in Utica (wyst. Wenecja 1761; zachował się 1 akt)
- dramma giocoso Un Pazzo nefa cento (wyst. Wenecja 1762)
- L’Olimpiade (wyst. Wiedeń 1764)
- azione teatrale II trionfo d’amore (wyst. Wiedeń 1765)
- Achille in Sciro (wyst. Wenecja 1766)
- dramma giocoso II Viaggiatore ridicoio (wyst. Wiedeń 1766)
- dramma giocoso L’amore artigiano (wyst. Wiedeń 1767)
- Amore e Psiche (wyst. Wiedeń 1767)
- dramma giocoso La notte critica (wyst. Wiedeń 1768)
- commedia per musica L’opera seria (wyst. Wiedeń 1769)
- Ezio (wyst. Rzym 1770)
- dramma giocoso La contessina (wyst. Mährisch Neustadt 1770)
- dramma giocoso II Filosofo inamorato (wyst. Wiedeń 1771)
- dramma giocoso Le Pescatrici (wyst. Wiedeń 1771)
- komedia Don Quischott von Mancia (wyst. Wiedeń 1771; autorstwo aktu 3, akty 1 i 2 skomponował Giovanni Paisiello)
- komedia Il rovinati (wyst. Wiedeń 1772)
- dramma giocoso La casa di campagna (wyst. Wiedeń 1773)

### Utwory religijne
- oratorium La Betulia liberata (wyst. Wiedeń 1772)
- msze
- motety
- offertoria
- graduały
- hymny

### Utwory instrumentalne
- około 60 symfonii
- 27 uwertur
- koncert fletowy
- 37 kwartetów smyczkowych
- 8 kwintetów smyczkowych
- 10 kwintetów dętych
- 37 triów dętych
- 7 duetów dętych